# Acmaeoderella farinosa
Acmaeoderella farinosa es una especie de escarabajo del género Acmaeoderella, familia Buprestidae. Fue descrita científicamente por Reiche & Saulcy en 1856.

## Distribución geográfica
Habita en el Paleártico.